# 包头东河国际机场
包头东河国际机场（英语：Baotou Donghe International Airport）是位于中华人民共和国内蒙古自治区包头市东河区的一座中型民用机场。

## 概况
机场是内蒙古地区除呼和浩特白塔国际机场外最大的4D级机场，也是华北地区主要支线机场。
包头机场站坪面积9万多平方米，拥有停机位15个，可以同时停放B类航空器3架，C类航空器11架，D类航空器1架。跑道全长2800米，宽60米，厚42厘米，可以满足波音737-900全重起降及波音767-300ER以下机型备降的需要。机场拥有全向信标台（VOR）、卫星电话站、气象雷达、双向仪表着陆系统（ILS）等一系列较为先进的通讯导航设备。

## 历史

### 海兰泡机场时期
1934年，机场由国民政府交通部与德国汉莎航空公司合作成立的欧亚航空邮运股份有限公司筹建并通航，用于起降每小时165公里航速的4座飞机，最初命名为海兰泡机场。
1938年，海兰泡机场被日军占领后进行了第一次翻建改造。

### 二里半机场时期
1956年，海兰泡机场组建中国民用航空包头站，更名为二里半机场。
1986年，包头二里半机场第二代航站楼投入启用。
1999年，包头二里半机场第三代航站楼（今T1航站楼）启用。
2006年，完成跑到延长建设，长度2800米。2014年12月29日，T2航站楼正式启用。。
2016年6月，包头二里半机场航空口岸获批临时对外开放；8月3日，包头二里半机场开通首条国际航线，由匈奴航空使用福克F50型飞机执飞成吉思汗国际机场航线。

### 东河机场时期
2018年3月，包头二里半机场经中国民用航空局批复正式更名为包头东河机场。
2019年11月8日，包头东河机场航空口岸获国务院批复正式对外开放。2023年12月23日，包头东河机场航空口岸对外开放通过国家级验收 。
2024年10月，包头东河机场获中国民用航空局批准更名为包头东河国际机场。

## 设计布局

### T1航站楼
T1航站楼启用于1999年，在2018年完成改造，2023年通过口岸验收，为国际航站楼。面积1.2万平方米，其中出境区域约6500平方米，入境区域约5500平方米，配备2部登机廊桥，可满足年旅客吞吐量30万人次的使用需求 。

### T2航站楼
T2航站楼启用于2014年12月26日，为国内航站楼，面积为3万平方米，平面呈“凸”型，采取两层式流程设计，一层为到港大厅、二层为离港大厅，配备8部登机廊桥，楼内设有值机柜台22个、安检通道8个，可保障年旅客吞吐量300万人次。
各楼层主要功能如下：
一层：国内、国际到达层。设有国内、国际旅客行李提取大厅，国际到达海关检查，国内-国内、国内中转区，国内远机位出发候机区，机场要客休息室。
二层：国内、国际出发层。国内航班旅客在该层办理安检手续。国际航班旅客在该层办理海关、检验检疫、边防、安检手续。设有国内两舱休息室、机场餐饮休息区。

### 飞行区
截至2023年12月，包头东河国际机场跑道编号为13/31，长2800米、宽45米，为沥青道面，双向盲降；民航站坪设13个机位，其中8个廊桥机位。

## 航空公司及航点

### 境內航線
| 航空公司     | 目的地                                                      |
| ------------ | ----------------------------------------------------------- |
| 海南航空     | 北京/首都、大连、兰州、南昌、石家庄、海口、杭州（经石家庄） |
| 华夏航空     | 重庆、大连、天津、郑州、贵阳、南昌（經停太原）              |
| 幸福航空     | 阿拉善左旗、天津、榆林、乌海                                |
| 首都航空     | 北京/首都、鄭州、三亞（經鄭州）                             |
| 中国东方航空 | 南京、西安、廈門（經南京）、上海/浦东                       |
| 中国南方航空 | 沈阳、乌鲁木齐                                              |
| 吉祥航空     | 上海/浦东、乌兰察布                                         |
| 山東航空     | 太原、厦门                                                  |
| 深圳航空     | 廣州、深圳                                                  |
| 东海航空     | 鄭州、深圳（經鄭州）                                        |
| 中国联合航空 | 北京/大興、寧波（經北京/大興）、温州（經石家庄）            |
| 瑞丽航空     | 昆明                                                        |
| 中国国际航空 | 北京/首都                                                   |
| 上海航空     | 上海/浦东                                                   |
| 桂林航空     | 桂林                                                        |
| 厦门航空     | 长沙、福州（经长沙）                                        |
| 重慶航空     | 南京                                                        |

### 港澳台/國際航線
| 航空公司 | 目的地             |
| -------- | ------------------ |
| 匈奴航空 | 烏蘭巴托（季節性） |

## 事故
- 2004年11月21日：东方航空云南分公司从包头到上海的MU5210航班，于上午8时20分起飞，在起飞后一分钟后坠入机场附近南海公园的湖中。包括47名乘客、6名机组人员在内的机上53人全部罹难，同时遇难的还有一名地面公园工作人员。2006年12月21日，中国国家安全生产监督管理总局和监察部公布了事故原因：飞机起飞过程中，由于机翼污染使机翼失速临界迎角减小。当飞机刚刚离地后，在没有出现警告的情况下飞机失速，飞行员未能从失速状态中改出，直至飞机坠毁。飞机在包头机场过夜时存在结霜的天气条件，机翼污染物最大可能是霜。飞机起飞前没有进行除霜。12名责任人受党纪、政纪处分[5]。

## 机场交通
包头立体综合交通枢纽
- 机场巴士：市区-机场所乘航班起飞前三小时以上，电话预约，上门接送。如遇早班机需提前一天预订。咨询电话：4000472766、0472-4855899，票价20元（运营时间6：30-21：30）
- 机场巴士：机场-市区机场前往市区，分青山、昆区、九原、东河，城区内，送客至酒店小区门口。咨询电话：4000472766、0472-4855899，票价20元（运营时间8：00-23：00）
- 出租车：从机场到市区费用约为40元。您所乘坐的出租车，车窗两侧应贴有收费标准收费办法，和出租车汽车驾驶员服务监督卡，敬请您记住。
- 公交车：13、17、37路“西一街站”下车
- 轨道交通（已停建）：包头地铁1号线、2号线（二期）机场站
- 铁路（规划中）：京包高铁、包银高铁、包西高铁机场站
- 长途客车：立体综合交通枢纽长途客运站